# Ponthion
Ponthion ist eine französische Gemeinde mit 103 Einwohnern (Stand 1. Januar 2022) im Département Marne in der Region Grand Est. Sie gehört zum Arrondissement Vitry-le-François und zum Kanton Sermaize-les-Bains.

## Geografie
Die Gemeinde Ponthion liegt elf Kilometer nordöstlich der Stadt Vitry-le-François. Durch das Gemeindegebiet fließen die Saulx und an der südlichen Gemeindegrenze die Bruxenelle. Zwischen beiden verläuft der Rhein-Marne-Kanal. Umgeben wird Ponthion von den Nachbargemeinden Heiltz-l’Évêque im Nordosten, Le Buisson im Osten, Blesme und Dompremy im Südosten, Brusson im Süden, Plichancourt im Südwesten sowie Outrepont im Nordwesten.

## Geschichte
Schon zur Zeit der Merowinger muss hier ein Königshof bestanden haben, in dem die ständig umherreisenden Herrscher übernachten konnten, denn schon im frühesten Dokument von 726 heißt es Pontegune palatio nostro (D_Mer_187). Hier traf Pippin der Jüngere am 6. Januar 754 auf Papst Stephan II., der auf der Suche nach  Verbündeten gegen die Langobarden war, ad Ponteugone (Regesta Imperii I, 73f). Der noch junge König Karl, später Karl der Große genannt, weilte 769 wieder hier (D_Kar_I, 049). 852/3 urkundete König Karl der Kahle hier in Poncione fisco regio (D_Charles_II, 155). 861  empfing derselbe hier auswärtige Gesandte (Reg.Imp. I, 1295a). Seine größte Bedeutung erreichte die westfränkische Königspfalz 876, als 2 päpstliche Legaten, mindestens 7 Erzbischöfe, 41 Bischöfe und 5 Äbte hier zu einer Synode zusammenkamen (MGH Conc. V, 41–46). Sie alle legten den Treueeid auf Karl II. ab, der an Weihnachten 875 in Rom vom Papst zum Kaiser gekrönt worden war. Bis zum Jahr 904, kurz vor dem Ende der Karolingerherrschaft über Europa, fanden noch sechs weitere Herrscherbesuche in Pontigone palatio statt. Danach verlor Ponthion stark an politischer Bedeutung.

### Bevölkerungsentwicklung
| Jahr      | 1962 | 1968 | 1975 | 1982 | 1990 | 1999 | 2008 | 2018 |
| Einwohner | 112  | 122  | 118  | 109  | 117  | 114  | 110  | 107  |

## Sehenswürdigkeiten
- Katholische Kirche Saint-Symphorien aus dem 11./12. Jahrhundert, mit Vorhalle, Monument historique

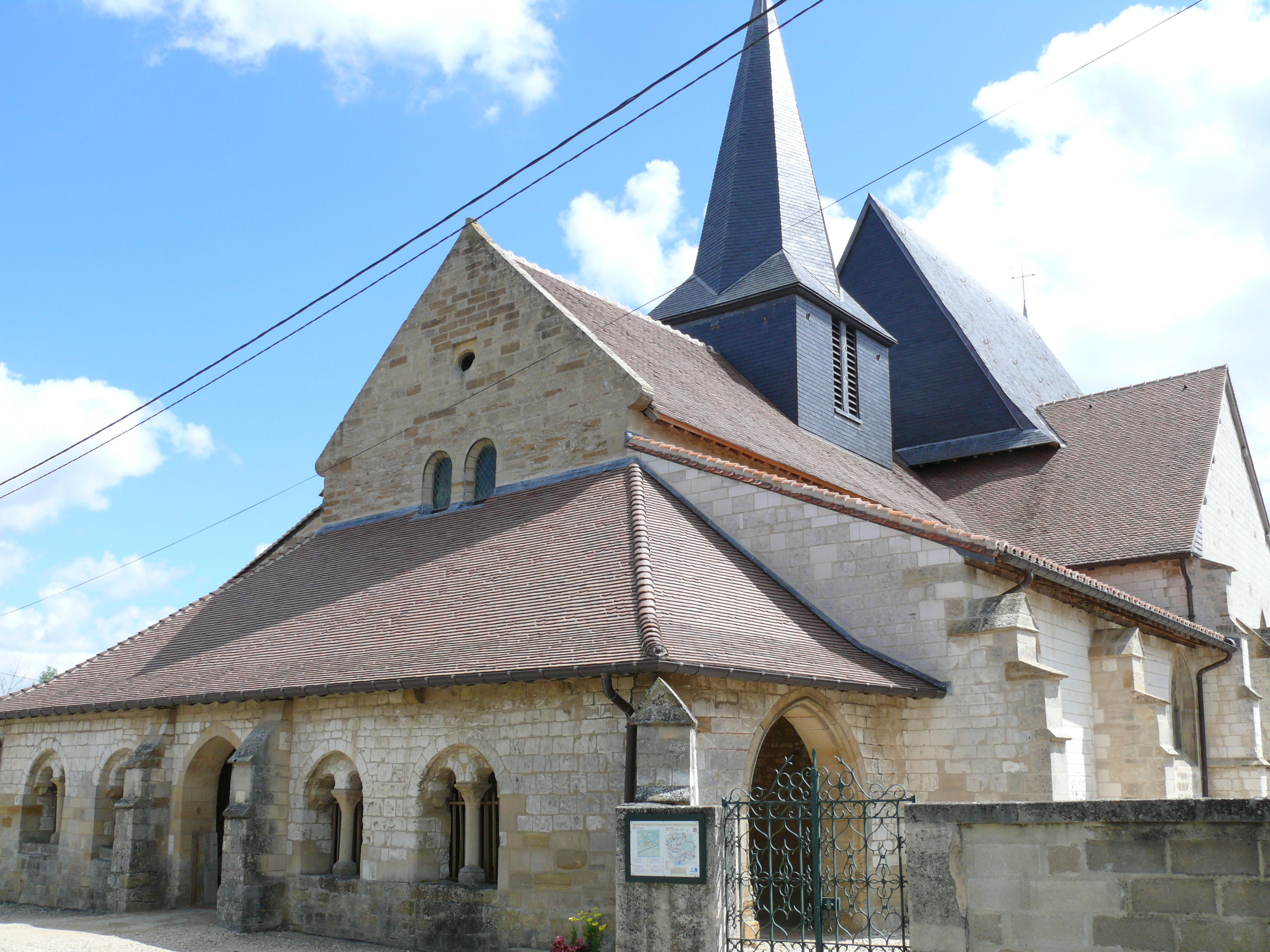
Kirche Saint-Symphorien